# Spoorlijn Sande - Jever
De spoorlijn Sande - Jever is een Duitse spoorweg, die als spoorlijn 1540 onder beheer staat van DB Netze. De lijn werd gebouwd door de Großherzoglich Oldenburgische Eisenbahn, een voormalige Duitse spoorwegonderneming, gevestigd in Oldenburg. Het traject van Jever naar Esens en verder naar Emden Süd werd door de Ostfriesische Küstenbahn gebouwd.

## Geschiedenis
Het traject van Sande naar Jever werd in 1871 geopend. Dit traject loopt soms dicht langs de openbare weg.
Tussen 1870 en 1876 werd het traject Wilhelmshaven - Oldenburg - Osnabrück, de Spoorlijn Wilhelmshaven - Osnabrück, aangelegd. Het traject liep tot Osnabrück-Eversburg waar het aansloot op het Hannoverschen Westbahn en het traject van Rheine naar Osnabrück.
In 1897 nam de Jever-Carolinensieler Eisenbahngesellschaft het traject van Jever tot de haven van Harle over. Ook werden de veerboot naar Wangerooge en de smalspoorlijn Wangerooger Inselbahn overgenomen.
In 1920 werden de trajecten van de Großherzoglich Oldenburgische Eisenbahn in de nieuw opgerichte Deutsche Reichsbahn opgenomen.

## Treindiensten
De NordWestBahn verzorgt het vervoer op dit traject met RB treinen.
| Serie | Treinsoort                  | Route                                                 | Bijzonderheden |
| ----- | --------------------------- | ----------------------------------------------------- | -------------- |
| RB 59 | Regionalbahn (NordWestBahn) | Wilhelmshaven Hbf – Sande – Jever – Esens (Ostfriesl) |                |